# Soy como quiero ser
Soy como quiero ser è il ottavo album di Luis Miguel pubblicato nel 1987.

## Descrizione
Questo è il suo primo album con la Warner Music.

## Tracce
1. Es mejor – 3:48 (testo: Brian Holland, Lamont Dozier, Eddie Holland – musica: Brian Holland, Lamont Dozier, Eddie Holland)
2. Sin hablar (feat. Laura Branigan) – 4:27 (testo: Juan Carlos Calderón – musica: Juan Carlos Calderón)
3. Ahora te puedes marchar – 3:13 (testo: Mike Hawker, Ivor Raymonde – musica: Mike Hawker, Ivor Raymonde)
4. Yo que no vivo sin ti – 3:25 (testo: Pino Donaggio, Vito Pallavicini – musica: Pino Donaggio, Vito Pallavicini)
5. Eres tú – 4:15 (testo: Juan Carlos Calderón – musica: Juan Carlos Calderón)
6. Solo tú – 3:17 (testo: Buck Ram, Ande Rand – musica: Buck Ram, Ande Rand.)
7. No me puedo escapar de tí (feat. Rocío Banquells) – 3:20 (testo: Juan Carlos Calderón – musica: Juan Carlos Calderón)
8. Cuando calienta el sol – 4:00 (testo: Rafael Gaston Perez, Mario Rigual, Carlos Rigual, Carlos Martinoli – musica: Rafael Gaston Perez, Mario Rigual, Carlos Rigual, Carlos Martinoli)
9. Soy como quiero ser – 2:55 (testo: Luisito Rey – musica: Luisito Rey)
10. Perdóname – 3:12 (testo: Eric Carmen – musica: Eric Carmen)
11. Sunny – 3:18 (testo: Bobby Hebb – musica: Bobby Hebb)

### Edizione portoghese
1. Es Mejor – 3:48 (testo: Brian Holland, Lamont Dozier, Eddie Holland – musica: Brian Holland, Lamont Dozier, Eddie Holland)
2. Sin Hablar (feat. Laura Branigan) – 4:27 (testo: Juan Carlos Calderón – musica: Juan Carlos Calderón)
3. Agora Você Pode Ir – 3:13 (testo: Mike Hawker, Ivor Raymonde – musica: Mike Hawker, Ivor Raymonde)
4. Eu Que Não Vivo Sem Você – 3:25 (testo: Pino Donaggio, Vito Pallavicini – musica: Pino Donaggio, Vito Pallavicini)
5. Era Você – 4:15 (testo: Juan Carlos Calderón – musica: Juan Carlos Calderón)
6. Solo Tú – 3:17 (testo: Buck Ram, Ande Rand – musica: Buck Ram, Ande Rand)
7. No Me Puedo Escapar De Tí (feat. Rocío Banquells) – 3:20 (testo: Juan Carlos Calderón – musica: Juan Carlos Calderón)
8. Cuando Calienta El Sol – 4:00 (testo: Rafael Gaston Perez, Mario Rigual, Carlos Rigual, Carlos Martinoli – musica: Rafael Gaston Perez, Mario Rigual, Carlos Rigual, Carlos Martinoli)
9. Soy Como Quiero Ser – 2:55 (testo: Luisito Rey – musica: Luisito Rey)
10. Perdóname – 3:12 (testo: Eric Carmen – musica: Eric Carmen)
11. Sunny – 3:18 (testo: Bobby Hebb – musica: Bobby Hebb)

Durata totale: 39:10